# طرف ثالث موثوق به
الطرف الثالث الموثوق به، هو كيان يسهل التفاعل بين طرفين كلاهما يثق بهذا الطرف الثالث وتستخدم هذه الثقة لجعل تفاعلهما أمناً، وجود الطرف الثالث الموثوق به شائع جداً، مثل مصدر الشهادة.

## مثال
نفترض أن أليس وبوب يريدان أن يتصلا ببعضهما بطريقة أمنة، من الممكن استخدام التشفير، بدون أن تقابل أليس بوب، تريد أن تحصل على مفتاح التشفير للرسائل المرسلة لبوب، في هذه الحالة، الطرف الثالث الموثوق به هو الذي من الممكن أن يكون قابل بوب (شخصياً) أو في حالة أخرى يقبل أن يشهد أن المفتاح (غالباً مصدر الشهادة) ينتمي فعلاً للشخص المذكور في الشهادة (بوب هنا) وغالباً ما يُشار للطرف الثالث بـ (Trent).
الطرف الثالث يعطي المفتاح إلى أليس التي تستخدم هذا المفتاح لإرسال رسائل أمنة إلى بوب، أليس تكون متأكدة أن هذا المفتاح هو مُلك بوب إذا كانت تثق بهذا الطرف الثالث على افتراض أنها تملك الأسباب المقنعة لتثق بهذا الطرف الثالث، (هناك مسألة قدرة أليس وبوب على تمييز هذا الطرف الثالث كطرف موثوق به تماماً).

## التطبيق الفعلي
هؤلاء مَن يُشرفون على إنجاز الأعمال التي يقوم بها الطرف الثالث الموثوق به سيكونون عبارة عن ثغرة محتملة لخرق هذه الثقة، هذه المشكلة من الممكن أن تكون من المشاكل غير المحلولة منذ القدم، يوجد شركات كبيرة تكون موضوعية وغير شخصية تقطع وعوداً بدقة وصحة توثيقاتها «بجودة» المفتاح العام المطلوب، مثل مصدر شهادة الصلاحية كجزء من البنية الأساسية للمفتاح العام.
نظام التشفير باستخدام حزمة الـ(بي جي بي) يحتوي على عدة أطراف ثالثة موثوق بها تكون على هيئة موقع موثوق به، مستخدمي حزمة الـ PGP يوقعون رقمياً على الشهادات الشخصية لبعضهم البعض وهم موجهين لفعل ذلك فقط إذا كانوا متأكدين أن الشخص والمفتاح العام مرتبطين ،هنا تظهر أهمية الطرف الموقع باستخدام المفتاح، وهو إجراء يقوم بدمج الشخص بالمفتاح العام الخاص به، مع ذلك الشك والحذر يبقيان معقولين لان من المحتمل أن بعض المسخدمين سيكونون غير مهتمين بمسألة توقيع شهادات الآخرين.
الوثوق بالبشر وبمبتكراتهم التنظيمية يحتوي على بعض المخاطر، على سبيل المثال في الأمور المالية شركات السندات المالية عليها أن تجد طريقة لتجنب الخسارة في العالم الحقيقي.

## أمثلة على الطرف الثالث الموثوق به من واقع الحياة
خارج علم التشفير، يقوم القانون في كثير من الدول بالكثير من الترتيبات لتسهيل وإعطاء بعض المحددات لعمل الطرف الثالث الموثوق به.
على سبيل المثال : كاتب العدل يعمل كطرف ثالث موثوق به للتصديق أو اقرار التواقيع على الوثائق ،الطرف الثالث في عالم التشفير يعمل بنفس الطريقة، على الاقل من ناحية المبدأ، يغطي مصدر الشهادة بشكل جزئي وظيفة كاتب العدل، إذ تشهد على هوية صاحب المفتاح، لكن لا تشهد إذا ما كان الطرف المعني واعي عقلياً أو غير مُكرَه (كما أن الشهادة لا تشهد على تاريخ التوقيع).
المحاكم أيضاً يمكن اعتبارها طرف ثالث موثوق به بمعنى ان النزاعات المعروضة على هذه المحاكم يجب أن يتم الحُكُم فيها بطريقة نزيهة تنسجم مع القوانين والتشريعات (في البلدان التي تطبق القانون العام).
في الواقع، الحكومات تتصرف (و تتوقع من الاخرين التصرف بنفس الطريقة) كالطرف الثالث الموثوق به في كثير من الظروف والحالات.